# 無厭会
無厭会（むえんかい）は1946年（昭和21年）に京都で結成された日本の陶芸家集団である。

## 概要
結成時のメンバーは河合瑞豊・河合栄之助・米沢蘇峰・高橋道八・大丸北峰・宇野仁松・久世久宝・山崎光洋・近藤悠三・浅見五郎助・赤沢露石・清水六和・清水六兵衛・三浦竹泉・宮川香斎・七兵衛信翠・新開邦太郎・永樂善五郎・森野嘉光・諏訪蘇山である。
「清水焼名家展」と銘打ち、京都の大丸で10年間ほど、毎年展覧会が行われた。
高度経済成長の中、会員個々の方向性が異なっていった。会員20名のうち多くが京都伝統陶芸家協会の結成に参加している。会員からは日展への出品者、芸術院会員、芸術院受賞者、日本工芸会会員、人間国宝がそれぞれ出た一方、無所属となった者や次の世代に芸術院会員を輩出した者もいた。

## 関連リンク
- 四耕会
- 走泥社
- 京都伝統陶芸家協会
- 日本工芸会
- 日展